# إيفانو كومبا
إيفانو كومبا (بالإيطالية: Ivano Comba)‏ هو لاعب كرة قدم إيطالي في مركز الدفاع، ولد في 24 أغسطس 1960 في بينيرولو في إيطاليا، وتوفي في 2022. لعب مع نادي بياتشينزا ونادي ترنانا ونادي سبال ونادي سبيزيا ويوفنتوس.